# Bo Lindman
Bo Sigfrid Gabriel Lindman (* 8. Februar 1899 in Stockholm; † 30. Juli 1992 in Solna) war ein schwedischer Sportler, der im Modernen Fünfkampf und im Fechten aktiv war.
Er wurde bei den Olympischen Sommerspielen 1924 in Paris Olympiasieger im Modernen Fünfkampf. Bei den Spielen 1928 in Amsterdam und 1932 in Los Angeles konnte er in dieser Disziplin jeweils die Silbermedaille erringen. 1932 in Los Angeles startete er außerdem im Degenfechten, allerdings ohne Medaillenerfolg.